# GET! (テレビ番組)
『GET!』（ゲット）は、1999年4月から2001年3月まで毎日放送テレビ（MBSテレビ）で放送された情報番組。
この項目では、その後継番組『GET01』（ゲット ゼロワン）、『エンタメ・ニュースショー GET★』（エンタメ・ニュースショー ゲット）、『エンタメ・ワイドショー GET★』（エンタメ・ワイドショー ゲット）についても触れる。

## 概要
若手のお笑い芸人たちがプレゼンテーションする各種エンターテインメント情報を基に、和泉修たちレギュラー陣がトークを展開していた深夜の情報番組シリーズである。ほか、有名無名の女性タレントやゲストタレントが出演し、番組に華を添えていた。番組が取り扱う情報は若者向けのものが中心で、とりわけ関西地区で行われる音楽ライブや格闘技イベント、近日公開予定の映画などに関する情報が多かった。番組タイトルの "GET" とは "GREAT ENTERTAINMENT TV" の略で、同時に視聴者が無形の情報から有形の物品まで入手可能な番組であることも意味していた。
当初は月曜深夜枠で放送されていたが、『GET01』への改題とともに木曜深夜枠へ移動した。月曜深夜時代には、直前の時間帯に放送されていた『男子禁制♥ 噂のマシンガン!!』や『起きてる!』とともに合わせて1時間余りの情報番組枠を形成していた。
この番組シリーズは番組本編のほか、週6日間の帯で放送されていたミニ番組『Daily GET!』（後の『でいりぃ げっと。』）、関西地区のロフトなどで無料配布されていたフリーペーパー『月刊GET!』、そして番組公式サイト『Inter GET!』の3種のメディアを通じて展開された。番組が紹介したイベントのチケットは電話で先行予約することができたほか、『Inter GET!』内の申し込みフォームを通じての獲得も可能だった。また、『Inter GET!』では様々な商品の格安販売やメールマガジンの配信受付なども行われていた。

## GET!

### 放送期間
- 1999年4月 - 2001年3月

### 放送時間
- 月曜 25時30分 - 26時00分 (JST)

### 出演者
- 和泉修（当時圭・修）
- 石田敦子（当時MBSアナウンサー）
- YOPPY
- あだち理絵子
- 安井まな美
- 小針牧子
- 白川悟実（$10）
- 浜本広晃（$10）
- 中田尚希

## GET01

### 放送期間
- 2001年4月12日 - 2002年3月21日

### 放送時間
- 木曜 25時40分 - 26時20分 (JST)

### 出演者
- 和泉修（ケツカッチン）
- 白川悟実（$10）
- 浜本広晃（$10）
- YOPPY
- 大月勇（当時・MBSアナウンサー）
- 01ギャル - リポーターを務めていた女性出演者15人の総称。

## エンタメ・ニュースショー GET★

### 放送期間
- 2002年4月11日 - 2003年9月11日

### 放送時間
- 木曜 25時50分 - 26時20分 (JST)

### 出演者
- 和泉修（ケツカッチン）
- 高井俊彦（ランディーズ）
- 中川貴志（ランディーズ）
- GETリポーター - リポーターを務めていた新人のファッションモデルやタレント、駆け出しのお笑い芸人たちの総称。
- 西村麻子（MBSアナウンサー） - ナレーターを担当。
- 上田悦子（MBSアナウンサー） - ナレーターを担当。

## エンタメ・ワイドショー GET★

### 放送期間
- 2003年9月18日 - 2004年10月7日

### 放送時間
- 木曜 25時50分 - 26時20分 (JST)

### 出演者
- 和泉修（ケツカッチン）
- 高井俊彦（ランディーズ）
- 中川貴志（ランディーズ）
- GETリポーター
- 上田悦子（MBSアナウンサー） - ナレーターを担当。